# Strooisellaag

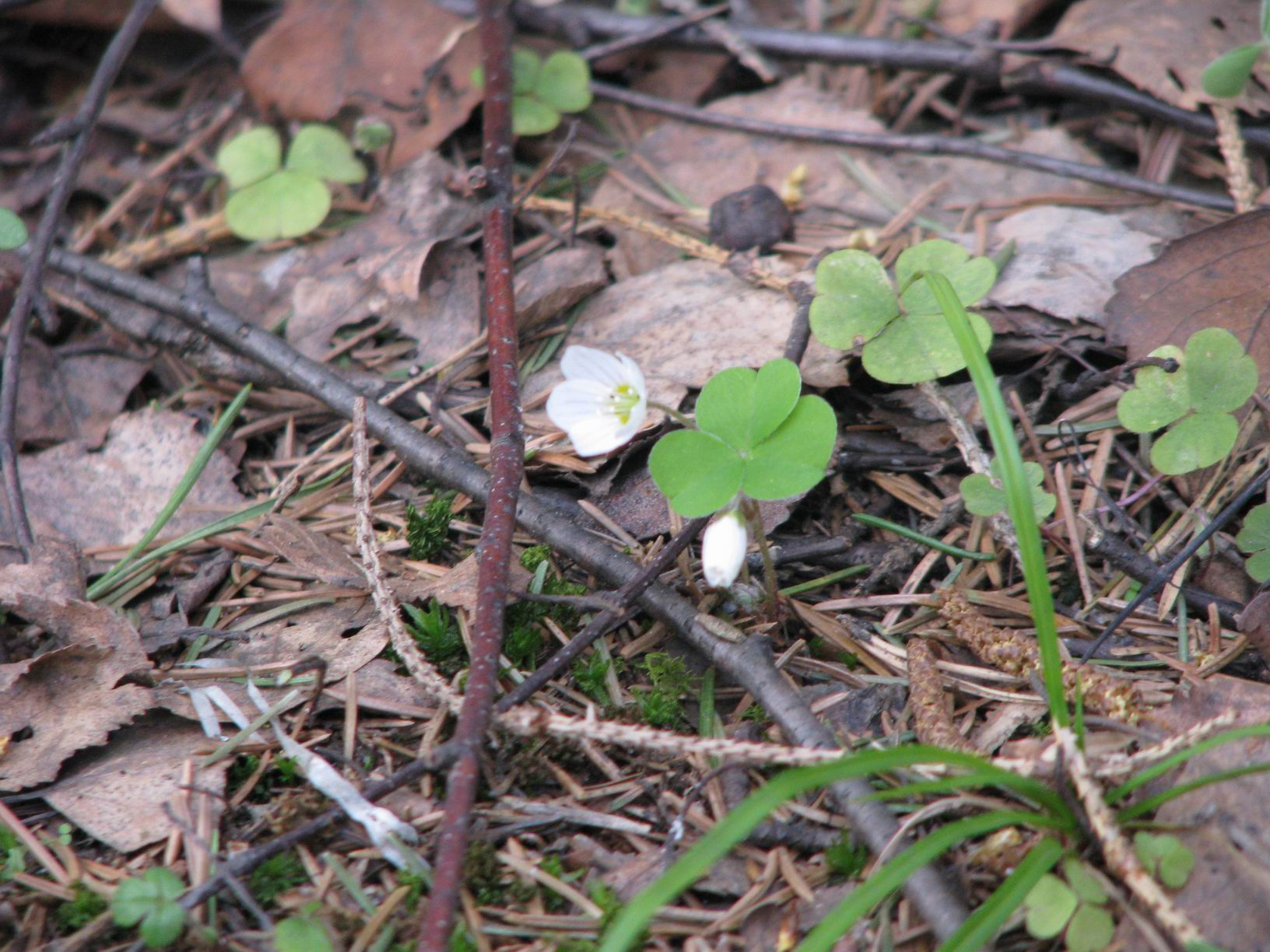
Strooisellaag met witte klaverzuring

De strooisellaag is het deel van de bodem waar dode, gevallen bladeren en naalden nog herkenbaar aanwezig zijn. In de strooisellaag zijn de verteringsprocessen gaande van organisch materiaal.
De snelheid waarmee organisch materiaal op de bodem verteert is van een aantal zaken afhankelijk: zowel de pH van de bodem als de bodemvochtigheid zijn belangrijke factoren. De samenstelling van het organisch materiaal speelt eveneens een belangrijke rol: naalden van coniferen en het blad van de beuk en eik verteren slecht. De bladeren van bijvoorbeeld de es of de els worden daarentegen zeer makkelijk afgebroken.
Het verteerde materiaal wordt humus genoemd en er kunnen, afhankelijk van de plaatselijke milieufactoren, verscheidene humusvormen ontstaan. Op voedselrijke gronden, met een snelle biologische afbraak, kan de bodemfauna - door bioturbatie - voor innige menging zorgen, waardoor de humusvorm mull kan ontstaan. Bij mull is sprake van een rijke bodemfauna en meestal ook van de aanwezigheid van wormen. Wanneer er sprake is van een slechte onderlinge vermenging van het organische en minerale materiaal (zand), waardoor de organische stof zich ophoopt, kan de humusvorm mor worden gevormd.
Veel planten zijn afhankelijk van de aanwezigheid van allerlei organismen zoals schimmels in de strooisellaag. Hiermee is dan vaak sprake van een symbiotische relatie. In de bosbouw is het daardoor van belang dat wanneer bomen geplant worden, er rekening wordt gehouden met dit soort afhankelijkheden. Bij de inrichting van de bossen in de drooggevallen polders werden daarom eerst pionierbomen als wilg, populier en els geplant. Deze bomen, die een relatief korte levensduur hebben, zorgen met hun lange wortels voor een meer open bodemstructuur van de bodem. Hun afgevallen loof zorgt bovendien voor het begin van een strooisellaag.
Onderzoek heeft aangetoond dat een nieuw beuken-eikenbos profiteert wanneer er grond wordt geïnjecteerd uit een volwassen bos. Hierdoor worden organismen (bodemfauna) geïntroduceerd, die het groeiproces positief beïnvloeden.
Voor veel amfibieën en met name salamanders is de strooisellaag een onontbeerlijke voedselbron, vochtaanvuller en schuilplaats: bij het verloren gaan van een bos verdwijnen talloze amfibieën door het wegvallen van deze grove humuslaag, en de kleine prooien die erin leven.